# Kościół św. Jacka w Babimoście
Kościół świętego Jacka w Babimoście – rzymskokatolicki kościół filialny należący do parafii św. Wawrzyńca w Babimoście (dekanat Babimost diecezji zielonogórsko-gorzowskiej). Pełni funkcję kaplicy cmentarnej. Jeden z rejestrowanych zabytków miasta.
Świątynia powstała na miejscu spalonej w 1740 roku kaplicy szpitalnej, Po pożarze w 1832 roku jej fasada została przebudowana. Budowla jest orientowana, murowana, jednonawowa. Prezbiterium kościoła jest półkoliście zamknięte, od strony północnej znajduje się zakrystia. Świątynię nakrywa dach dwuspadowy z sygnaturką w kalenicy.
W sygnaturce umieszczony jest dzwon o masie 30 kg. Kościół została gruntownie wyremontowany w latach 2008-2009. Dobudowana została również chłodnia. Co roku w dniu 17 sierpnia obchodzony jest odpust ku czci patrona świątyni, świętego Jacka.
Kościół został poświęcony w dniu 16 sierpnia 1861 roku. Został wzniesiony w stylu barokowym.